# Mustela erminea ferghanae
Mustela erminea ferghanae es una subespecie de  mamíferos carnívoros  de la familia Mustelidae subfamilia Mustelinae.

## Distribución geográfica
Se encuentra en el Turquestán.